# Stilobezzia hirtaterga
Stilobezzia hirtaterga är en tvåvingeart som beskrevs av Yu 1989. Stilobezzia hirtaterga ingår i släktet Stilobezzia och familjen svidknott. Inga underarter finns listade i Catalogue of Life.